# Dolní Datyně
Dolní Datyně (pol.: Datynie Dolne, něm.: Nieder Dattin) jsou část města Havířov v okrese Karviná. V roce 2009 zde bylo evidováno 178 adres. V roce 2001 zde trvale žilo 390 obyvatel. Dolní Datyně je také název katastrálního území o rozloze 2,17 km2.

## Název
Jméno vesnice (původně v jednotném čísle) bylo odvozeno od osobního jména Data (domácké podoby některého jména začínajícího na Da-, např. Damír) a znamenalo "Datova ves". Přívlastek Dolní se používá od začátku 19. století na odlišení od Horní Datyně.

## Historie
Z hlediska rozlohy je to jedna z nejmenších obcí a také jedna z nejmladších na Těšínsku. V 16. století byla jen jedna vesnice - Datyně. V 18. století se obec rozdělila na Dolní a Horní. Dolní Datyně byly součástí obce Dolní Bludovice. V červnu 1864 se obec osamostatnila.
Na rozdíl od českých (lašských) Horních Datyní se v Dolních Datyních mluvilo polsky. Podle rakouského sčítání lidu v roce 1910 v Dolních Datyních bydlelo 586 obyvatel, z nichž 568 (96,9 %) mluvilo polsky a 18 (3,1 %) česky, 84 (14,3 %) bylo katolíků a 502 (85,7 %) evangelíků.
V první škole se vyučovalo v polském a německém jazyce. Byla postavena v 19. století, ale není jasné, v jakém roce byla dokončena. V roce 1879 byla postavena polská cihlová škola a v roce 1920 česká škola. Polská škola byla zavřena několik let po druhé světové válce kvůli malému počtu dětí. Nyní v její budově sídlí česká škola. Po rozdělení Těšínska v roce 1920 se obec stala součástí Československa, v říjnu 1938 byla připojena k Polsku, za druhé světové války patřila k nacistickému Německu. Po válce se obec vrátila k Československu.
Významnou památkou je zvonice postavená v roce 1896 Józefem Prymusem a Janem Kołorzem.
Mezi významné osobnosti spojené s obcí patří:
Josef Kotas (1891–1966), starosta Ostravy
Józef Kiedroń, (1879–1932), důlní inženýr, sociální aktivista, politik, polský ministr průmyslu a obchodu
Jan Bystroń (1860–1902), polský lingvista

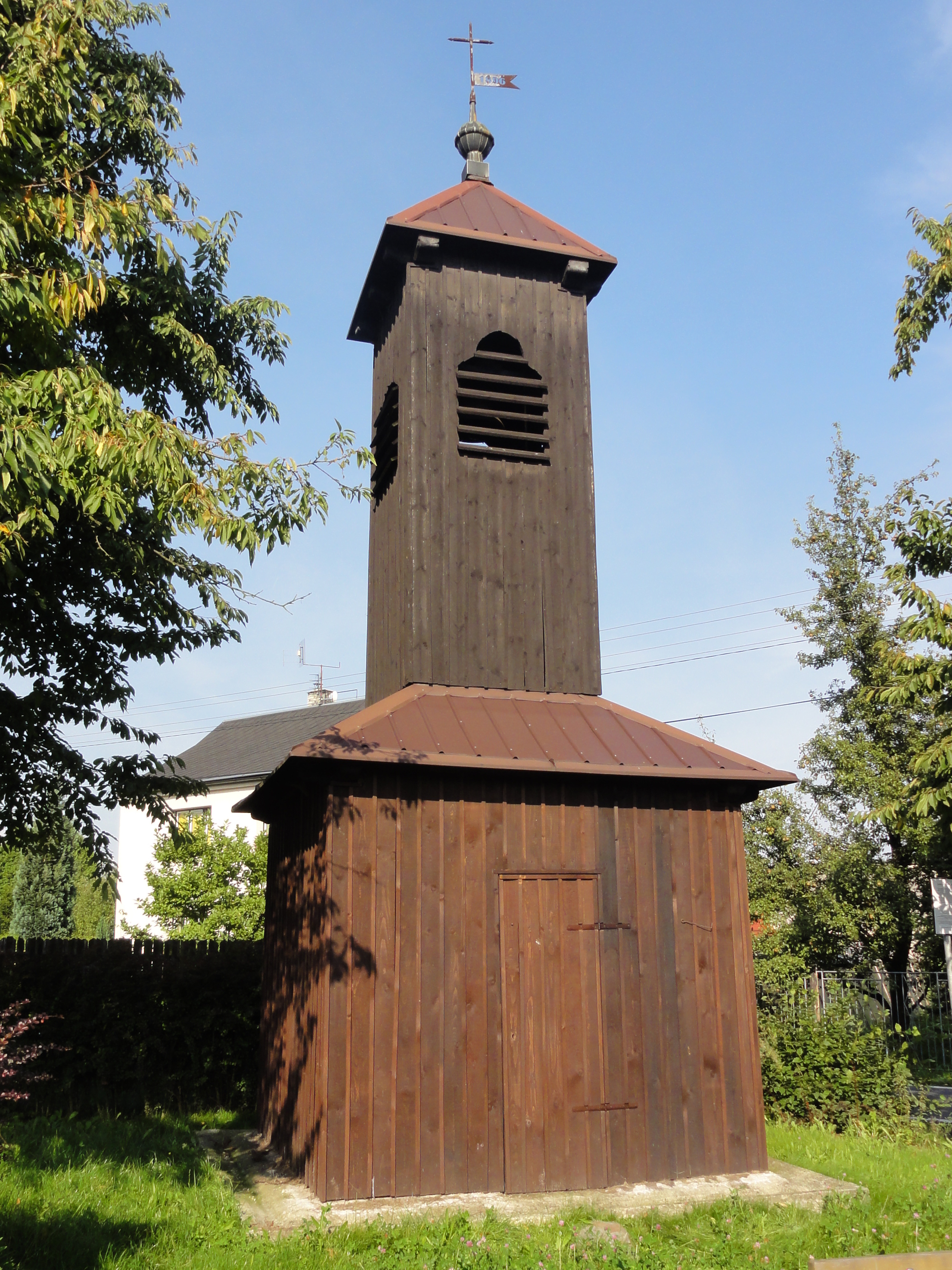
Zvonice

## Městská hromadná doprava
Do této městské části zajíždějí autobusové linky 410 a 418. Také se odtud můžete dostat linkou 383 na ostravský dopravní terminál Hranečník.